# Benjamín Maldonado
Benjamin Maldonado (4 gennaio 1928 – ...) è stato un calciatore boliviano, di ruolo attaccante.

## Carriera
Prese parte con la Nazionale bolivia ai Mondiali del 1950.
Disputò inoltre con la Bolivia il Campeonato Sudamericano nel 1947  e nel 1949 .